# Theresienfeld
Theresienfeld osztrák mezőváros Alsó-Ausztria Bécsújhelyvidéki járásában. 2020 januárjában 3687 lakosa volt. 

## Elhelyezkedése

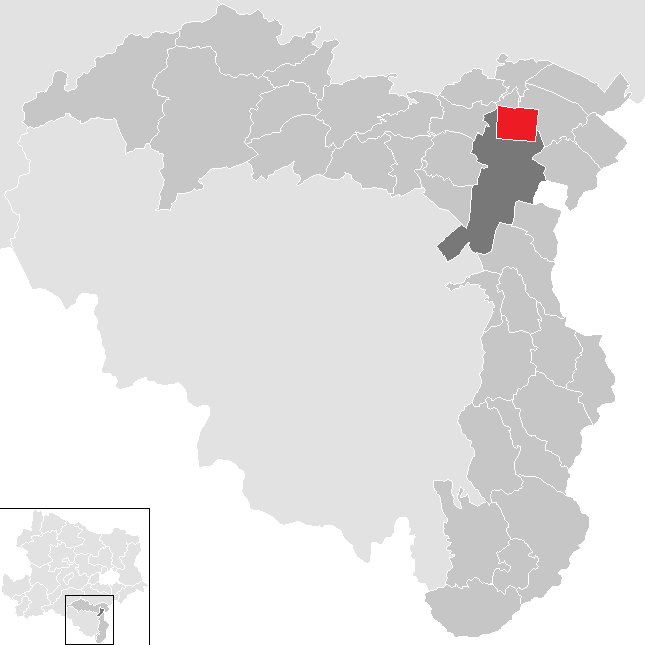
Theresienfeld a Bécsújhelyvidéki járásban

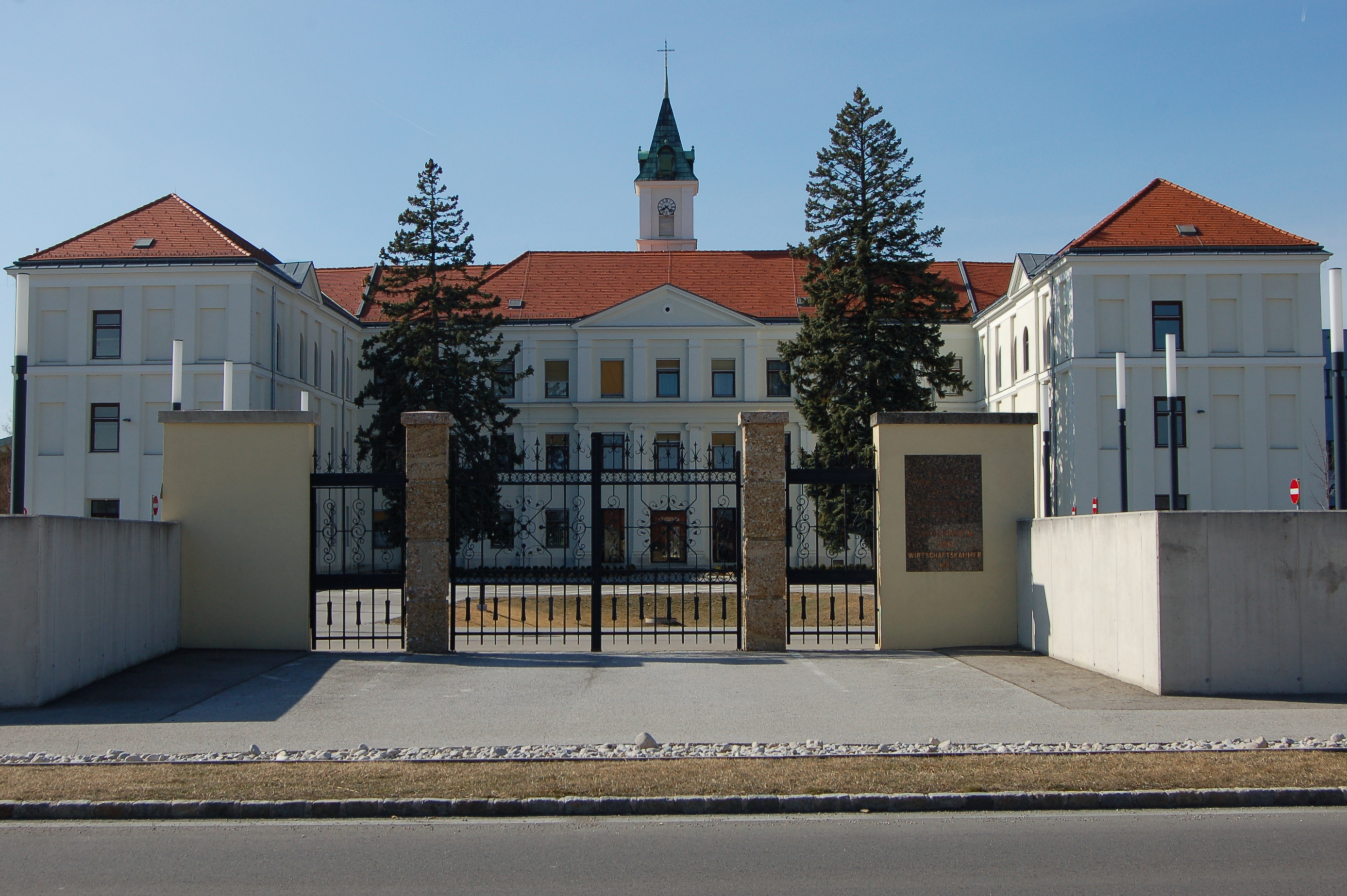
Az állami szakiskola épülete

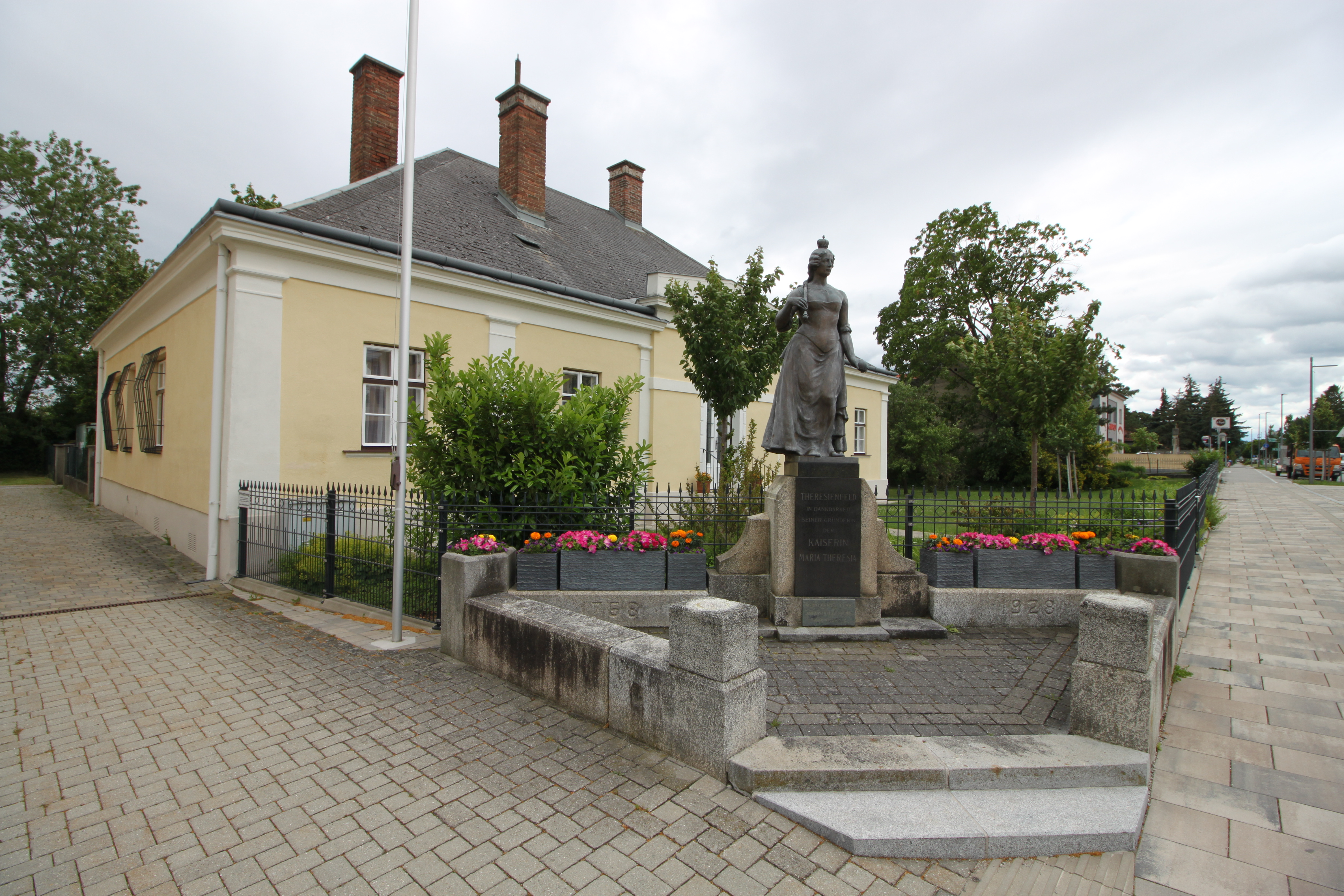
A Mária Terézia-emlékmű és a katolikus plébánia a főtéren

Theresienfeld a tartomány Industrieviertel régiójában fekszik a Bécsi-medence délkeleti peremén, Bécsújhelytől közvetlenül északra. Területének 3,2%-a erdő, 65,6% áll mezőgazdasági művelés alatt. Az önkormányzat területét egyetlen katasztrális község teszi ki.
A környező önkormányzatok: északra Felixdorf, északkeletre Eggendorf, délre Bécsújhely, nyugatra Wöllersdorf-Steinabrückl. 

## Története
Theresienfeld az egyetlen újkori telepített helység a mai Ausztria területén. Az addig jórészt lakatlan legelők helyén 1763-ban alapította Mária Terézia a "mezőgazdasági kolóniát" a bécsújhelyi Andreas Fourlani tervei alapján. Tengelyét a Bécs-Trieszt birodalmi főút képezte, ennek mentén sorakoztak 100 méterenként a a házak (összesen 70), mögöttük kerttel. A vízellátást egy 5,3 km hosszú csatorna biztosította. 1767-ben megkezdték a Szent kereszt-templom építését és a következő évre készültek el, felszentelésénél maga a császárnő is jelen volt. A telepesek közel fele Tirolból érkezett, a többiek pedig a környező régióból. A település jól fejlődött, bár a rossz talaj és a gyenge vízellátottság miatt sokan kénytelenek voltak további szántóföldeket bérelni.  
1850-ben megalakult a mezővárosi önkormányzat. A második világháború végén néhányszor bombázták Theresienfeldet, de inkább másodlagos célpontként a közeli repülőgépgyár mellett. 1945. április 2-án a szovjet hadsereg kisebb harcok árán foglalta el a települést, melyek során 9 ház komolyan megrongálódott. 

## Lakosság
A theresienfeldi önkormányzat területén 2020 januárjában 3687 fő élt. A lakosságszám 1961 óta erőteljesen gyarapodó tendenciát mutat; azóta több mint négyszeresére duzzadt. 2018-ban az ittlakók 82%-a volt osztrák állampolgár; a külföldiek közül 2,1% a régi (2004 előtti), 9,9% az új EU-tagállamokból érkezett. 4,7% a volt Jugoszlávia (Szlovénia és Horvátország nélkül) vagy Törökország, 1,2% egyéb országok polgára volt. 2001-ben a lakosok 61,4%-a római katolikusnak, 6,2% evangélikusnak, 4,7% ortodoxnak, 4,9% mohamedánnak, 18,2% pedig felekezeten kívülinek vallotta magát. Ugyanekkor a legnagyobb nemzetiségi csoportokat a német (83,4%) mellett a szerbek (4,7%), a törökök (3,9%) és a magyarok (2,6%, 65 fő )alkották. 
A népesség változása:

| 2016 | 3 217 |
| 2018 | 3 485 |

## Látnivalók
- a Szent kereszt-templom
- a theresienfeldi kastélyt 1821-ben építette Josef Keppelhoffer bécsújhelyi textilgyáros. 1912-től a Jó Pásztor apácarend zárdája volt, 1955 óta állami szakiskola működik benne.
- A Mária Terézia-emlékmű

## Híres theresienfeldiek
- Franz von Uchatius (1811–1881) tüzértábornok és feltaláló

## Fordítás
- Ez a szócikk részben vagy egészben  a   Theresienfeld című német Wikipédia-szócikk ezen változatának fordításán alapul.  Az eredeti cikk szerkesztőit annak laptörténete sorolja fel. Ez a jelzés csupán a megfogalmazás eredetét és a szerzői jogokat jelzi, nem szolgál a cikkben szereplő információk forrásmegjelöléseként.